# František Štorm
František "Franta" Štorm  (Praga, antigua Checoslovaquia, 3 de julio de 1966) es un tipógrafo checo de reconocimiento internacional, músico, artista, profesor y autor. Su libro Eseje o typografii (Ensayos sobre la tipografía) fue nominado para el Premio de Magnesia Litera (2009). Es más conocido como el líder y fundador de la banda de black metal checa Master's Hammer.

## Biografía
Štorm estudió en la Academia de Artes, Arquitectura y Diseño en Praga, donde se graduó en 1991, e inmediatamente pasó a convertirse en asistente de Ene Solpera en su estudio de tipografía. Más tarde, en 2003, Štorm  se convirtió en jefe del estudio y se mantuvo en el cargo hasta 2008.
En 1993, fundó su Storm Type Foundry, un pequeño tipo de fundición para su propio trabajo. Hasta el momento, Štorm  ha producido más de sesenta familias de fuentes. 
En la actualidad, aún dirige su propio estudio de tipografía. En sus trabajos gráficos, se presta especial atención a la colocación armoniosa de los signos diacríticos para idiomas de Europa Central. Muchos de sus escritos se modernizan cuidadosamente con versiones de diseños de diferentes épocas; diseñó su propia versión de los escritos denominados Walbaum, Jannon y Baskerville. Fue digitalizado junto con el tipógrafo Josef Týfa y ha revisado en los últimos años una serie de diseños clásicos de dicho autor. Sus escritos más digitalizadas proceden  de su maestro Ene Solpera y de escritos de Vojtěch Preissig.
Storm es, fuera del área de la tipografía, probablemente más conocido como el cantante / guitarrista de la legendaria banda de black metal Master's Hammer,  la cual fundó en 1987 junto a sus compañeros  Ferenc Fečo (batería) y Milan "Bathory" Fibige (bajo). En 1995 se retiró por completo del medio musical, hasta retornar en 2009 con su álbum Mantras.
El artista vive y trabaja regularmente en el sur de Bohemia, donde combina sus actividades tipográficas con las musicales.

## Discografía

### ConMaster's Hammer
- Ritual (1991)
- Jilemnický okultista (1992)
- Šlágry (1995)
- Mantras (2009)
- Vracejte konve na místo. (2012)
- Vagus Vetus (2014)
- Formulæ (2016)
- Fascinator (2018)